# Stroiești (gmina w Rumunii)
Stroiești – gmina w Rumunii, w okręgu Suczawa. Obejmuje miejscowości Stroiești, Vâlcelele i Zaharești. W 2011 roku liczyła 3304 mieszkańców.